# سیلن غربی
سیلن غربی (نام علمی: Silene occidentalis) نام یک گونه از سرده سیلن است.